# Manœuvre de Tillaux
La manœuvre de Tillaux est une technique d'examen médical, utilisée pour l'évaluation clinique des masses tumorales du sein, qui doit son nom à Paul Tillaux (1834-1904), chirurgien et anatomiste français.

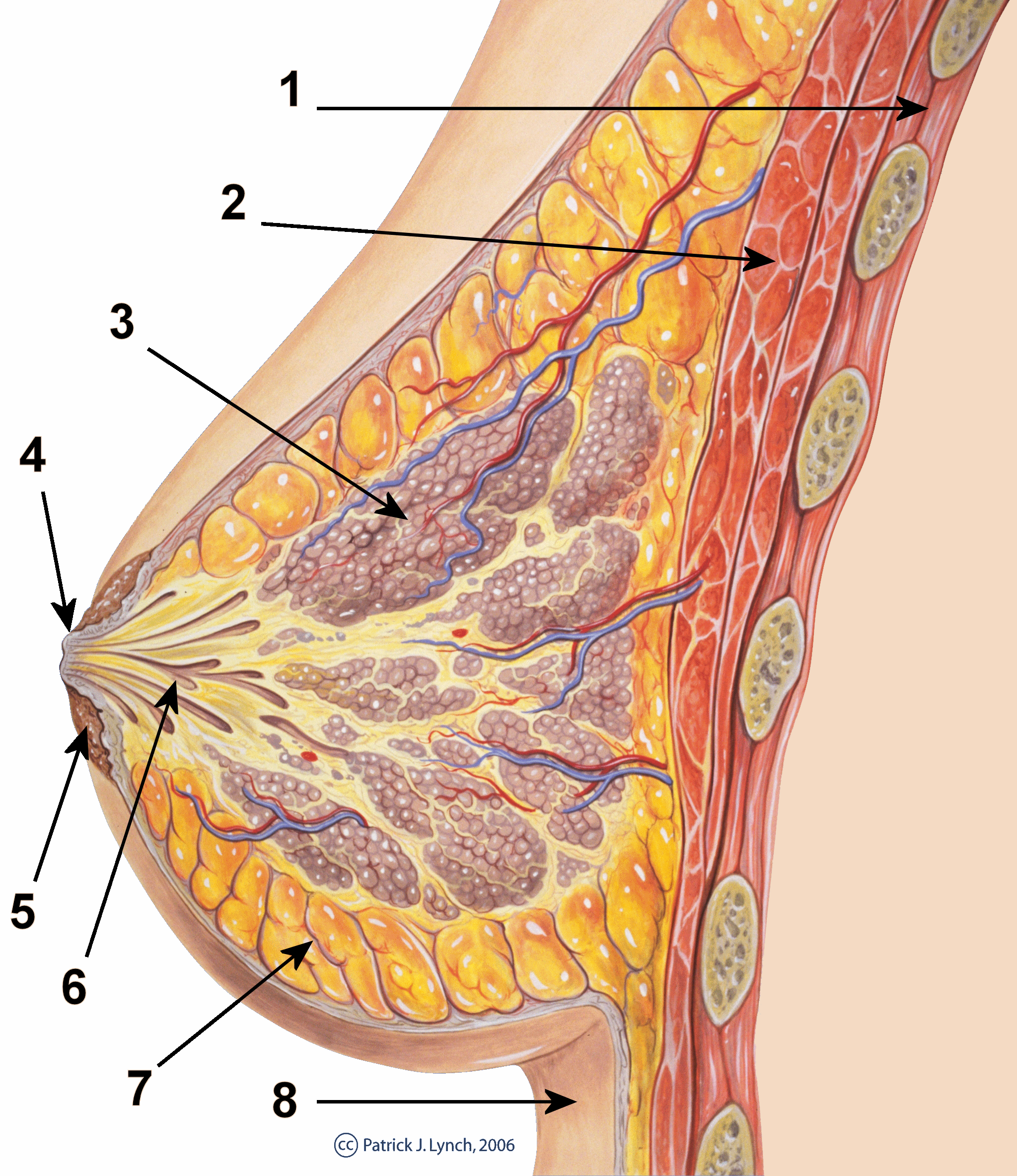
Sein normal en coupe. On observe en 3 la glande mammaire, en 7 le tissu adipeux, et en 2 le grand pectoral

La manœuvre de Tillaux consiste à palper la masse tumorale, tout en demandant à la patiente d'exécuter un mouvement d'adduction contrariée du bras : la patiente essaie de rapprocher le bras de son corps contre la pression exercée par le médecin qui l'en écarte. Cette manœuvre a pour effet de contracter et de déplacer le muscle grand pectoral. Ainsi, le médecin va apprécier la mobilité ou au contraire la fixité de la tumeur par rapport au plan profond, constitué par le grand pectoral. 
Lorsque la tumeur est limitée au sein, elle va rester mobile par rapport au grand pectoral. Une fixité signe en revanche un envahissement du plan profond par la tumeur, donc une plus grande extension de celle-ci.